# Aulacoserica antennalis
Aulacoserica antennalis är en skalbaggsart som beskrevs av Moser 1924. Aulacoserica antennalis ingår i släktet Aulacoserica och familjen Melolonthidae. Inga underarter finns listade.